# 濱田松本法律事務所
濱田松本法律事務所（はまだまつもとほうりつじむしょ；Hamada & Matsumoto）は、日本の法律事務所。デットやエクイティによる種々のクロス・ボーダー・ファイナンスやアセット・マネジメント等の渉外金融法務において高名な渉外事務所であった。一時期、ユーロ債の発行業務のためロンドンに事務所を開設したが、バブル崩壊により需要が減少したことと、ユーロ債の発行業務における日本法の利用が困難となったことにより、閉鎖するに至った。2002年に、四大法律事務所の1つである森綜合法律事務所と統合して、森・濱田松本法律事務所となった。

## 沿革
- 1972年4月　（アンダーソン・毛利・ラビノウィッツ法律事務所から独立した）濱田邦夫及び柳田幸男により、柳田濱田法律事務所（Hamada & Yanagida）が設立。
- 1975年4月 　柳田濱田法律事務所が分裂し、濱田松本法律事務所（Hamada & Matsumoto）と柳田法律事務所に。
- 1987年　ロンドン事務所を開設。
- 1994年　ロンドン事務所を閉鎖。
- 2002年12月　森綜合法律事務所と統合し、森・濱田松本法律事務所に。

## 所属していた弁護士
- 濱田邦夫
- 松本啓二
- 石黒徹
- 浜辺陽一郎